# Raggruppamento carabinieri investigazioni scientifiche
Il Raggruppamento carabinieri investigazioni scientifiche (RaCIS) è la struttura preposta a soddisfare le richieste di indagini tecnico-scientifiche di polizia giudiziaria dai reparti dell'Arma dei Carabinieri, della magistratura e delle altre forze di polizia. Dipende dalla Divisione unità specializzate carabinieri.

## Storia
Venne fondato intorno al 1955 nella scuola ufficiali e nel 1965 assunse il ruolo di Centro Carabinieri Investigazioni Scientifiche. Nel 1998 assunse la sua attuale denominazione e organizzazione. Il raggruppamento ha sede presso la caserma Salvo D'Acquisto di Roma.

## Organizzazione
Il raggruppamento è articolato su:
- reparto addestramento: deputato alla formazione e alla qualificazione con corsi specifici del personale nel settore delle investigazioni scientifiche
- reparto analisi criminologiche (R.A.C.): creato nel 2005, l'unità è preposta ad attività di supporto alle indagini mediante la ricerca di elementi di connessione/analogia con altri fatti delittuosi ed elaborazione del profilo crimilogico degli autori sconosciuti dei delitti. Gli specialisti del reparto effettuano inoltre studi e ricerche sulle tecniche di investigazione, esame della scena del crimine e analisi comportamentale e alimentano una banca dati nazionale sui crimini violenti. Il reparto è suddiviso in tre sezioni: analisi, psicologia e atti persecutori. Ne fanno parte criminologi, psicologi, psichiatri, informatici ed esperti di analisi criminale.
- reparto tecnologie informatiche: deputato ad effettuare indagini tecnico-scientifiche sul materiale ad alta tecnologia, a soddisfare esigenze di ricerca scientifiche nel settore delle tecnologie informatiche.
- reparto dattiloscopia preventiva: per le attività di identificazione dattiloscopica preventiva.
- reparto tecnico: deputato ad attività di sperimentazione e controllo di qualità.

Dal RaCIS dipendono inoltre 4 reparti investigazioni scientifiche (RIS) dislocati sul territorio nazionale rispettivamente a Parma, Roma, Messina e Cagliari. I reparti sono suddivisi anch'essi in sezioni in base alle competenze scientifiche (balistica, biologia, chimica, esplosivi ed infiammabili, dattiloscopia e fotografia giudiziaria, fonica e grafica).
Ai RIS si affiancano inoltre 29 sezioni investigazioni scientifiche (SIS) che costituiscono, a livello interprovinciale, l'organo tecnico-scientifico specializzato nell'attività di Sopralluogo e Repertamento sulla scena del crimine e nelle indagini tecniche relative alle sostanze stupefacenti. Le SIS includono i laboratori per l'analisi delle sostanze stupefacenti, il personale addetto ai rilievi tecnici e gli "artificieri/antisabotaggio" inquadrati nei reparti operativi dei comandi provinciali.